# Zalaegerszegi Torna Egylet Football Club
Lo Zalaegerszegi TE FC (nome completo Zalaegerszegi Torna Egylet Football Club), a volte abbreviato in ZTE FC, è una società calcistica con sede a Zalaegerszeg, in Ungheria. Nella stagione 2022-23 milita nella Nemzeti Bajnokság I, la massima serie del campionato ungherese.
Fondato nel 1920, ha vinto il titolo nazionale nel 2001-2002, e per alcune stagioni ha occupato stabilmente i piani alti della classifica del campionato ungherese. Al termine della stagione 2011-2012 retrocede in Nemzeti Bajnokság II.

## Palmarès

### Competizioni nazionali
- Campionato ungherese: 1

2001-2002
- Coppa d'Ungheria: 1

2022-2023
- Nemzeti Bajnokság II: 1

2018-2019

### Altri piazzamenti
- Campionato ungherese:

Terzo posto: 2006-2007
- Coppa d'Ungheria:

Finalista: 2009-2010
Semifinalista: 1988-1989, 2010-2011, 2024-2025
- Coppa di Lega ungherese:

Semifinalista: 2010-2011
- Supercoppa d'Ungheria:

Finalista: 2002
- Nemzeti Bajnokság II:

Secondo posto: 1971-1972, 1990-1991, 1993-1994
Terzo posto: 2015-2016

## Cronologia dei nomi
- 1922 - 1995: Zalaegerszegi TE
- 1995 - 1997: Zalaegerszegi TE FC
- 1997 - 2002: Zalahús Zalaegerszegi TE FC
- 2002 -: Zalaegerszegi TE FC

## Statistiche e record

### Statistiche nelle competizioni UEFA
Tabella aggiornata alla stagione 2024-2025.
| Competizione                             | Partecipazioni | G | V | N | P | RF | RS |
| ---------------------------------------- | -------------- | - | - | - | - | -- | -- |
| Coppa dei Campioni/UEFA Champions League | 1              | 4 | 2 | 0 | 2 | 3  | 7  |
| Coppa UEFA/UEFA Europa League            | 2              | 4 | 0 | 1 | 4 | 1  | 10 |
| UEFA Conference League                   | 1              | 2 | 0 | 0 | 2 | 1  | 3  |
| Coppa Intertoto                          | 1              | 2 | 0 | 0 | 2 | 0  | 5  |

## Organico

### Rosa 2022-2023
| N. |                         | Ruolo | Calciatore        |
| -- | ----------------------- | ----- | ----------------- |
| 1  | Ungheria (bandiera)     | P     | Patrik Demjén     |
| 3  | Ungheria (bandiera)     | D     | Dávid Kálnoki-Kis |
| 4  | Croazia (bandiera)      | D     | Zoran Lesjak      |
| 5  | Romania (bandiera)      | D     | Botond Gergely    |
| 6  | Ungheria (bandiera)     | C     | Gergely Mim       |
| 7  | Ungheria (bandiera)     | A     | Milán Májer       |
| 9  | RD del Congo (bandiera) | A     | Christy Manzinga  |
| 10 | Ungheria (bandiera)     | C     | Mátyás Tajti      |
| 11 | Ungheria (bandiera)     | C     | Norbert Szendrei  |
| 12 | Stati Uniti (bandiera)  | A     | Eduvie Ikoba      |
| 14 | Ungheria (bandiera)     | C     | Barnabás Kovács   |
| 17 | Ungheria (bandiera)     | D     | András Huszti     |
| 18 | Montenegro (bandiera)   | C     | Bojan Sanković    |

| N. |                     | Ruolo | Calciatore         |
| -- | ------------------- | ----- | ------------------ |
| 21 | Ungheria (bandiera) | D     | Dániel Csóka       |
| 22 | Ungheria (bandiera) | P     | Ervin Németh       |
| 27 | Ungheria (bandiera) | C     | Bence Bedi         |
| 30 | Ungheria (bandiera) | C     | Zsombor Boros      |
| 33 | Ucraina (bandiera)  | D     | Oleksandr Safronov |
| 37 | Ungheria (bandiera) | D     | Attila Mocsi       |
| 44 | Ungheria (bandiera) | D     | Bence Gergényi     |
| 70 | Nigeria (bandiera)  | A     | Meshack Ubochioma  |
| 77 | Ungheria (bandiera) | A     | Szabolcs Szalay    |
| 80 | Ungheria (bandiera) | A     | Milán Klausz       |
| 95 | Ungheria (bandiera) | P     | Márton Gyurján     |
| 97 | Ungheria (bandiera) | A     | Dániel Németh      |

### Rosa 2020-2021
| N. |                       | Ruolo | Calciatore                 |
| -- | --------------------- | ----- | -------------------------- |
| 1  | Ungheria (bandiera)   | P     | Patrik Demjén              |
| 3  | Ungheria (bandiera)   | D     | Erik Németh                |
| 4  | Croazia (bandiera)    | D     | Zoran Lesjak               |
| 5  | Ungheria (bandiera)   | D     | Dávid Bobál                |
| 6  | Ungheria (bandiera)   | D     | Dániel Szalai              |
| 7  | Ungheria (bandiera)   | C     | Patrik Vass                |
| 8  | Ungheria (bandiera)   | C     | Mátyás Tajti               |
| 9  | Ungheria (bandiera)   | A     | Márk Koszta                |
| 10 | Ungheria (bandiera)   | A     | Benjamin Babati (capitano) |
| 11 | Ungheria (bandiera)   | A     | Regő Szánthó               |
| 16 | Ungheria (bandiera)   | A     | Dávid Zimonyi              |
| 17 | Portogallo (bandiera) | C     | Sandro Semedo              |
| 18 | Montenegro (bandiera) | C     | Bojan Sanković             |

| N. |                                 | Ruolo | Calciatore         |
| -- | ------------------------------- | ----- | ------------------ |
| 19 | Slovacchia (bandiera)           | D     | János Szépe        |
| 20 | Ungheria (bandiera)             | C     | Barnabás Kovács    |
| 21 | Ungheria (bandiera)             | C     | Bertalan Kun       |
| 22 | Serbia (bandiera)               | D     | Aleksandar Tanasin |
| 24 | Ungheria (bandiera)             | A     | László Papp        |
| 25 | Ucraina (bandiera)              | C     | Artem Favorov      |
| 27 | Ungheria (bandiera)             | C     | Bence Bedi         |
| 42 | Ungheria (bandiera)             | A     | Norbert Könyves    |
| 44 | Ungheria (bandiera)             | D     | Bence Gergényi     |
| 46 | Ungheria (bandiera)             | P     | Bence Köcse        |
| 95 | Ungheria (bandiera)             | P     | Márton Gyurján     |
|    | Ungheria (bandiera)             | D     | Dávid Kálnoki-Kis  |
|    | Bosnia ed Erzegovina (bandiera) | C     | Emir Halilović     |

### Rosa 2019-2020
Aggiornata al 19 febbraio 2020.
| N. |                       | Ruolo | Calciatore                 |
| -- | --------------------- | ----- | -------------------------- |
| 1  | Ungheria (bandiera)   | P     | Patrik Demjén              |
| 4  | Croazia (bandiera)    | D     | Zoran Lesjak               |
| 5  | Ungheria (bandiera)   | D     | Dávid Bobál                |
| 7  | Ungheria (bandiera)   | A     | András Radó                |
| 8  | Ungheria (bandiera)   | C     | Zoltán Stieber             |
| 10 | Ungheria (bandiera)   | A     | Benjamin Babati (capitano) |
| 12 | Ungheria (bandiera)   | A     | Gergely Bobál              |
| 19 | Slovacchia (bandiera) | D     | János Szépe                |
| 22 | Ungheria (bandiera)   | C     | Dániel Szökrönyös          |
| 27 | Ungheria (bandiera)   | D     | Bence Bedi                 |

| N. |                       | Ruolo | Calciatore        |
| -- | --------------------- | ----- | ----------------- |
| 31 | Ungheria (bandiera)   | C     | Dávid Barczi      |
| 34 | Ungheria (bandiera)   | P     | Norbert Szemerédi |
| 44 | Ungheria (bandiera)   | D     | Bence Gergényi    |
| 46 | Ungheria (bandiera)   | P     | Bence Köcse       |
| 50 | Ungheria (bandiera)   | D     | Olivér Horváth    |
|    | Montenegro (bandiera) | C     | Bojan Sanković    |
|    | Ungheria (bandiera)   | A     | Dávid Zimonyi     |
|    | Ungheria (bandiera)   | D     | Lóránt Sebestyén  |
|    | Nigeria (bandiera)    | C     | Meshack Ubochioma |
|    | Ungheria (bandiera)   | C     | Mátyás Tajti      |